# Guan dao
Il 關刀T, 关刀S, GuāndāoP, Kuan taoW, lett. "Lama di Guān"  è un'arma inastata cinese equivalente al falcione in uso alle forze di fanteria dell'Europa medievale. È composto da una massiccia lama monofilare, con dorso dalla linea frastagliata, inastata su di un'impugnatura lignea o ferrea di circa 1,5 m.
Il guan dao è oggi utilizzato in diverse arti marziali cinesi: per esempio lo si trova sia nello stile shaolinquan sia nel taijiquan. La caratteristica principale dell'arma sono gli attacchi circolari, che sfruttano la lunghezza dell'arma e la rotondità della lama.

## Nome
Il nome dell'arma si compone di due ideogrammi:
- 刀T, 刀S, Dāo P, TaoW, lett. "Lama";
- 關T, 关S, Guān P, KuanW che deriva da Guan Yu, cioè il generale cinese, a cui il Romanzo dei Tre Regni, attribuisce l'utilizzo di questo tipo di arma, tanto da legarla al suo nome: guan dao significa quindi "lama di Guan".

Quest'arma è conosciuta anche con il nome più generico di 大刀T, 大刀S, Dàdāo P, Ta TaoW, lett. "Grande Lama" oppure 春秋大刀T, 春秋大刀S,  chūnqiū dàdāo P, chun chiu ta tao W, lett. "Grande lama delle primavere e degli autunni" o anche 青龍偃月刀T, 青龙偃月刀S,  Qīng Lóng Yǎn Yuè DāoP, Ching Lung Yan Yue TaoW, lett. "Lama (a forma) di luna crescente del Drago Verde".

## Storia

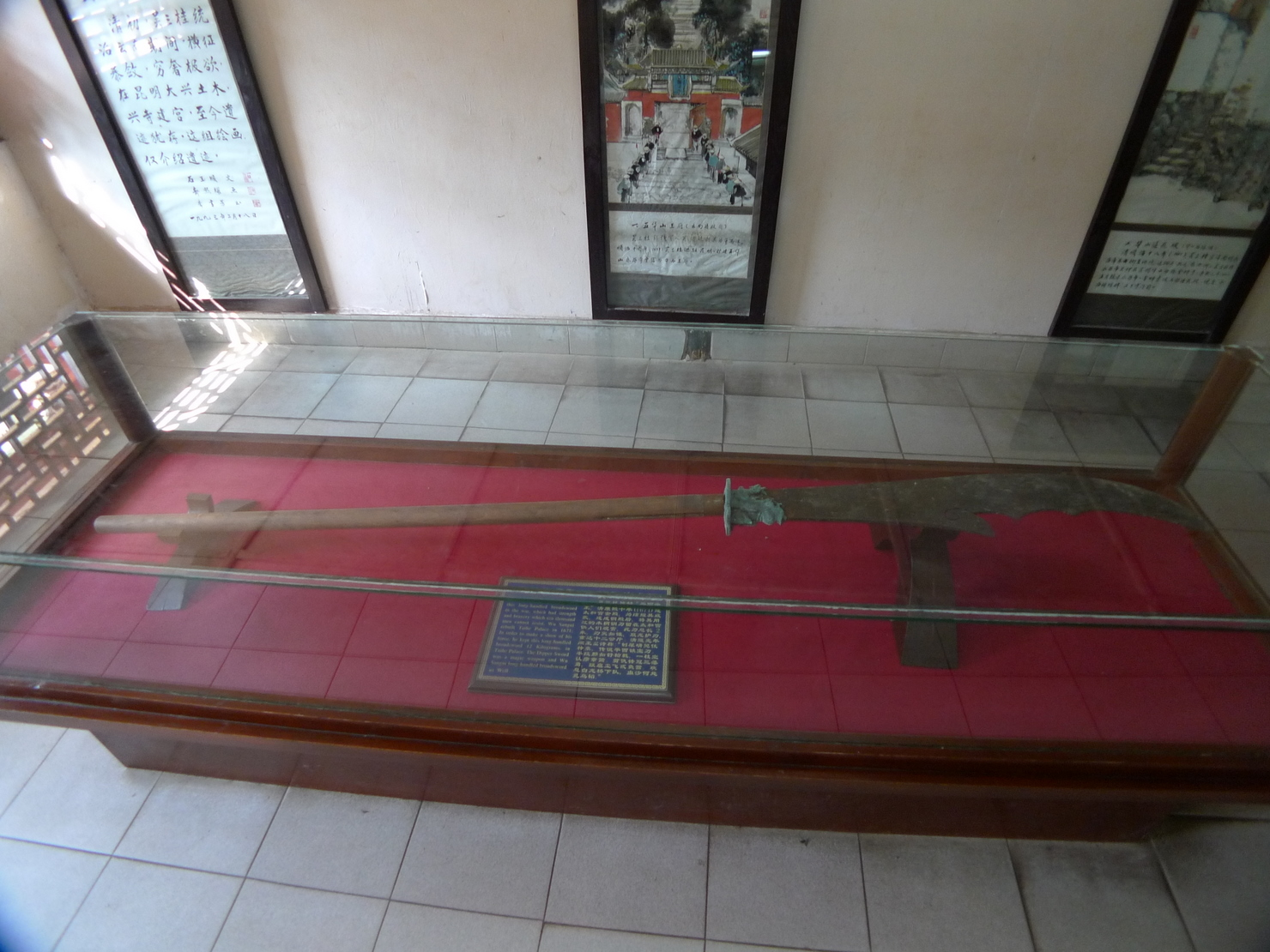
Il Dadao di Wu Sangui.

Il Guandao era in realtà conosciuto come 青龍偃月刀T, 青龙偃月刀S,  Qīng Lóng Yǎn Yuè DāoP, Ching Lung Yan Yue TaoW, lett. "Lama (a forma) di luna crescente del Drago Verde". Sebbene il Romanzo dei Tre Regni lo descriva in uso contestualmente ai fatti narrati, negli anni 169–280, al generale Guan Yu (162–219), i documenti storici ne riscontrano l'esistenza solo a partire dall'epoca della Dinastia Song (960–1279). Ciò non è strano, se si pensa che il Romanzo dei Tre Regni è stato scritto durante la Dinastia Ming (1368–1644).
Il nome Qīng Lóng Yǎn Yuè Dāo è citato:
- nel Wujing Zongyao o Riassunto delle Questioni dei Classici Militari (武經總要T, 武经总要S,  Wǔjīng ZǒngyàoP,  Wu Ching Tsung Yao W),
- nel Wubei Zhi (武備志T, 武备志S,  wǔbèizhì P,  wu pei chi W)
- e nel Huangchao Liqi Tushi (皇朝禮器圖式T, 皇朝礼器图式S,  huángcháolǐqìtúshì P,  huang ch'ao li chi tu shi W).

Questi sono tutti importanti trattati militari rispettivamente scritti in epoca Song, Ming e Qing.
L'utilità marziale di questa arma è difficile da valutare, perché il suo maneggio era richiesto per poter superare gli esami imperiali militari. Regnante la Dinastia Qing (1644–1912) si facevano tre prove: tiro con l'arco, sollevamento pesi e danza con la Grande Lama (Dadao). Ognuna di queste prove serviva a determinare il livello nei gradi imperiali. Per quanto riguarda il Dadao sono riportati tre pesi: 一百二十斤 yībǎi'èrshíjīn (60 kg)、一百斤 yībǎijīn (50 kg)、八十斤 bāshíjīn (40 kg).
Nel museo di Shanhaiguan è conservata una Dadao del peso di 83 chilogrammi (183 lb).

### Nella letteratura cinese

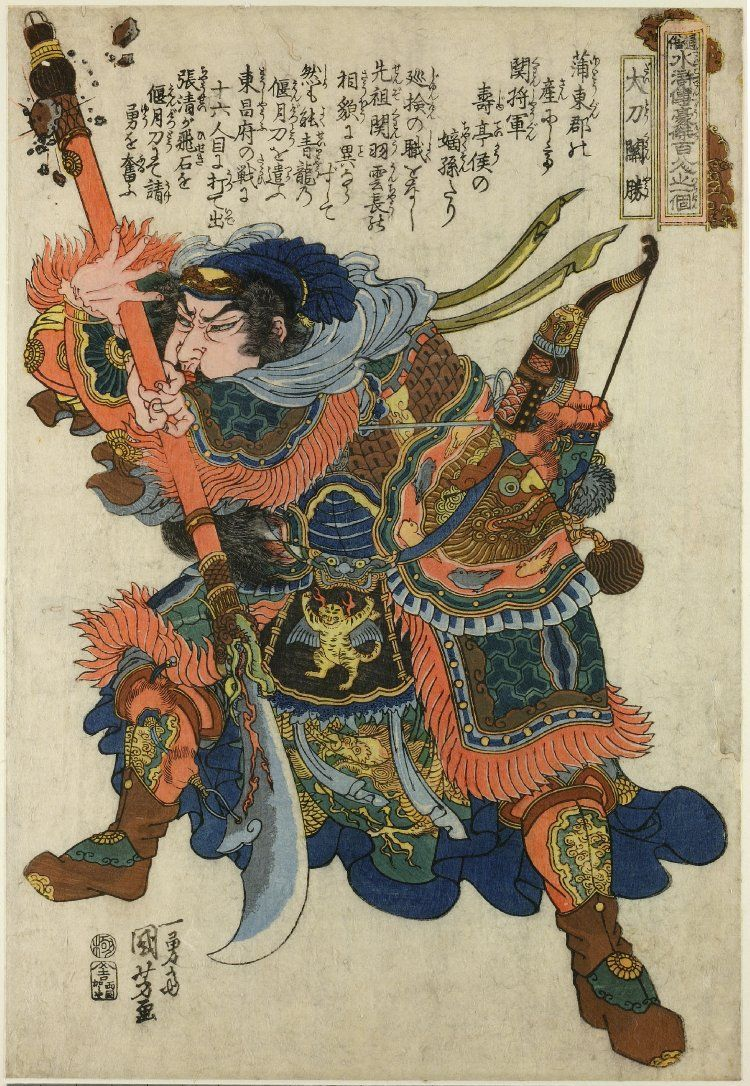
Guān Shèng in un dipinto giapponese conservato al British Museum

Secondo il Romanzo dei Tre Regni, Guan Yu forgiò personalmente la sua "Lama (a forma) di luna crescente del Drago Verde" ed in seguito si distinse per l'uso in battaglia della stessa. Nel romanzo è descritta come una "mostruosità" del peso di oltre 40 chilogrammi (88 lb) e proprio questo peso fa supporre che anche l'asta fosse di metallo, proprio come è riscontrabile nei Guandao che servivano negli esami imperiali.
Guan Yu è un personaggio realmente esistito che assieme ad altri personaggi storici della sua epoca è divenuto protagonista di una saga di racconti epico-cavallereschi che sono stati riuniti nel famoso Romanzo dei Tre Regni. In seguito alla fama aggiunta dal successo del romanzo è assurto al ruolo di divinità in qualità di dio della guerra e di dio dei funzionari pubblici.

La storiografia classica cinese ha approfonditamente studiato la biografia di questo personaggio. Tao Hongjing (陶弘景; 456-536) documenta nel Gujin Daojianlu (古今刀劍錄T, 古今刀剑录S,  gǔjīndāojiànlù P,  ku chin tao chien lu W) che Guan Yu forgiò una coppia di sciabole utilizzando il ferro che egli stesso ha raccolto dal monte Wudu (武都山T, 武都山S,  wǔdūshān P,  wu tu shan W). Si pensa che questo racconto abbia ispirato la storia di Guan Yu che avrebbe creato la propria arma, ma allo stesso tempo ciò indica che molto probabilmente egli non utilizzò un'arma con un lungo manico.
Un altro romanzo epico/cavalleresco d'epoca Ming descrive un personaggio, tra l'altro anch'egli con il cognome Guan, che utilizza il Dadao. Lo Shuihu zhuan infatti presenta Guan Sheng (關勝T, 关胜S,  Guān Shèng P,  Kuan ShengW) che ha come arma preferita la Grande Lama, che ne è anche il soprannome.

## Descrizione

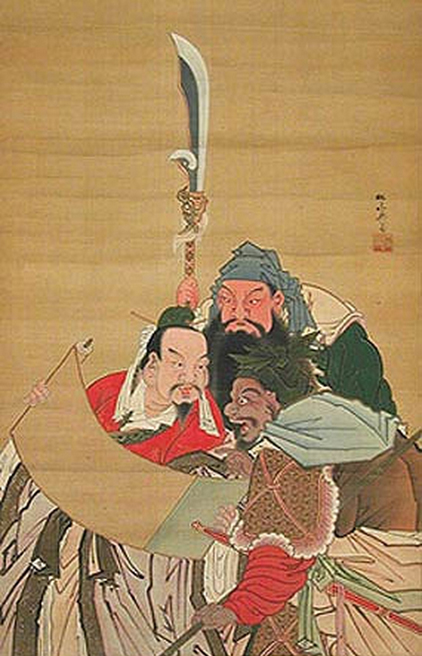
Liu Bei, Guan Yu (al centro, riconoscibile perché impugna un guan dao) e Zhang Fei - ill. in Il romanzo dei tre regni, copia custodita presso The Field Museum (Chicago)

Secondo la Enciclopedia delle Arti Marziali Cinesi, il Dadao si compone delle seguenti parti principali:
- lama (刀身T, 刀身S,  dāoshēn P,  tao shen W) di circa 55 cm;
- guardia (護手T, 护手S,  hùshǒu P,  hu shou W) di metallo;
- impugnatura (刀把T, 刀把S,  dāobà P,  tao pa W), che è un'asta di legno o di ferro.

Il Dadao utilizzato nelle moderne attività sportive ha una lunghezza complessiva variabile di circa 165/200 cm.
Nei modelli antichi, la testa di mazza era spesso sostituita da un calzuolo vero e proprio, atto a colpire di punta l'avversario rovesciando la presa sull'arma. Come in quasi tutte le armi cinesi, sia la lama che il puntale possono essere dotati di anelli che hanno lo scopo di confondere l'avversario con il loro movimento e il rumore.

### Parti della Lama
la lama (刀身T, 刀身S,  dāoshēn P,  tao shen W) possiede a sua volta queste parti distinte:
- punta (刀頭T, 刀头S,  dāotóu P,  tao t'ou W);
- filo (刀刃T, 刀刃S,  dāorèn P,  tao ren W);
- dorso (刀背T, 刀背S,  dāobèi P,  tao pei W);
- piatto (刀盤T, 刀盘S,  dāopán P,  tao p'an W)..

Sul dorso è fissata una nappa (刀穗T, 刀穗S,  dāosuì P,  tao sui W)

### Parti dell'impugnatura
L'impugnatura a sua volta possiede:
- impugnatura alta (上把T, 上把S,  shàngbǎ P,  shang pa W);
- impugnatura media (中把T, 中把S,  zhōngbǎ P,  chung pa W);
- impugnatura bassa (下把T, 下把S,  xiàbǎ P,  hsia pa W);
- puntale (把尖T, 把尖S,  bǎjiān P,  pa chienW) di ferro.

### Guandao e Naginata
Il Guan dao è per certi versi simile al naginata giapponese, poiché anche l'arma nipponica rassomiglia fortemente il falcione inastato occidentale e pare sia stata sviluppata proprio partendo dall'archetipo della famosa arma inastata cinese. Caratteristica tipica del naginata era ed è però l'utenza principalmente femminile: arma di notevoli dimensioni ma peso contenuto, il lungo falcione giapponese poteva infatti permettere alla "donna del guerriero" (buke) di affrontare un avversario più grosso e più forte tenendolo ad una buona distanza onde vanificarne la superiorità fisica e risolvere lo scontro basandolo unicamente sull'abilità nel maneggio dell'arma. Il guan dao invece, come il falcione occidentale, era arma pesante e potente, destinata a soldati impegnati ad affrontare cavalieri massicciamente corazzati, per cui è più probabile che dal Guan dao sia invece derivato prima il Bisentō, il quale sarebbe a propria volta il precursore della naginata.

## Galleria d'immagini

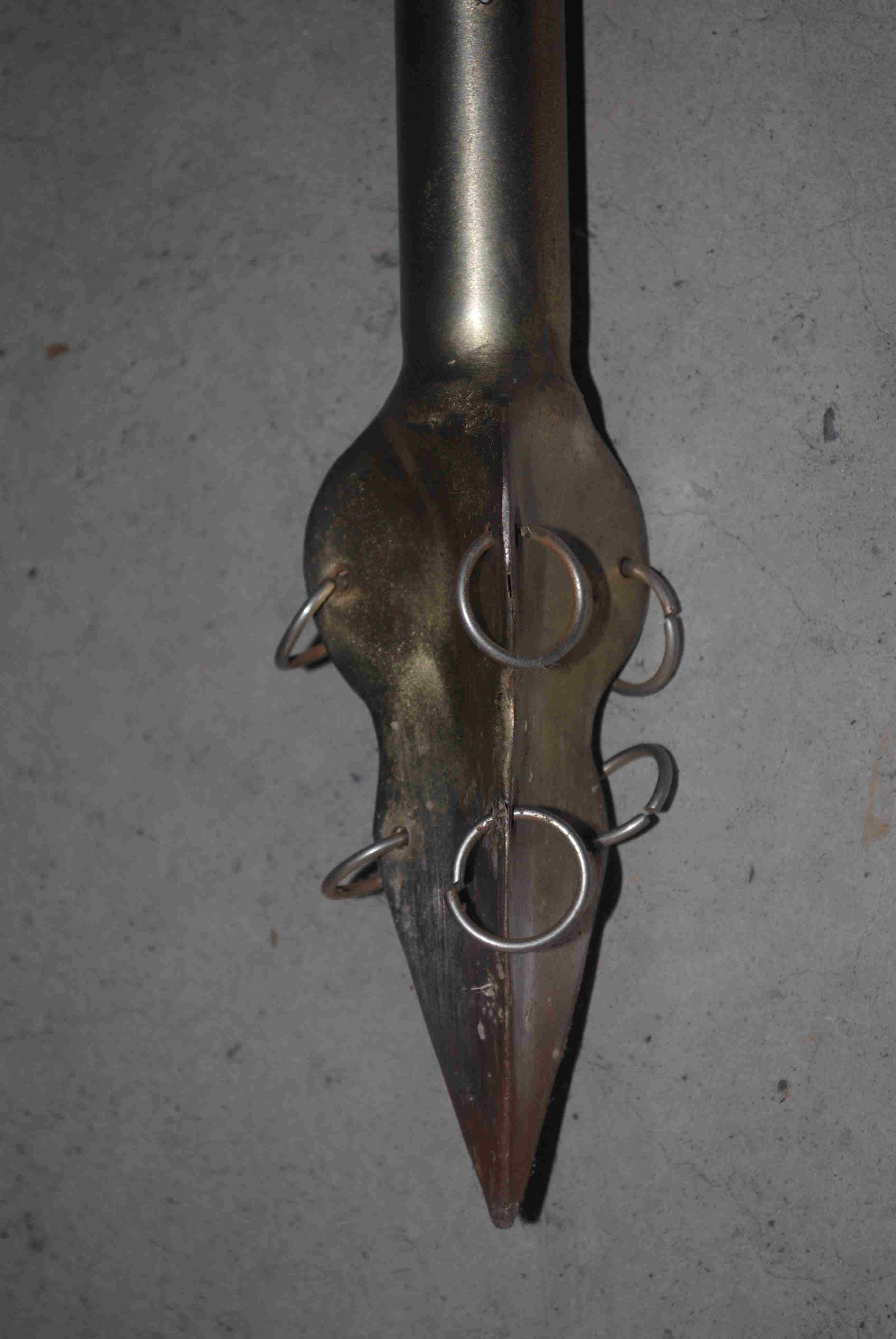
Puntale di una Dadao, un'Alabarda/Falcione cinese.
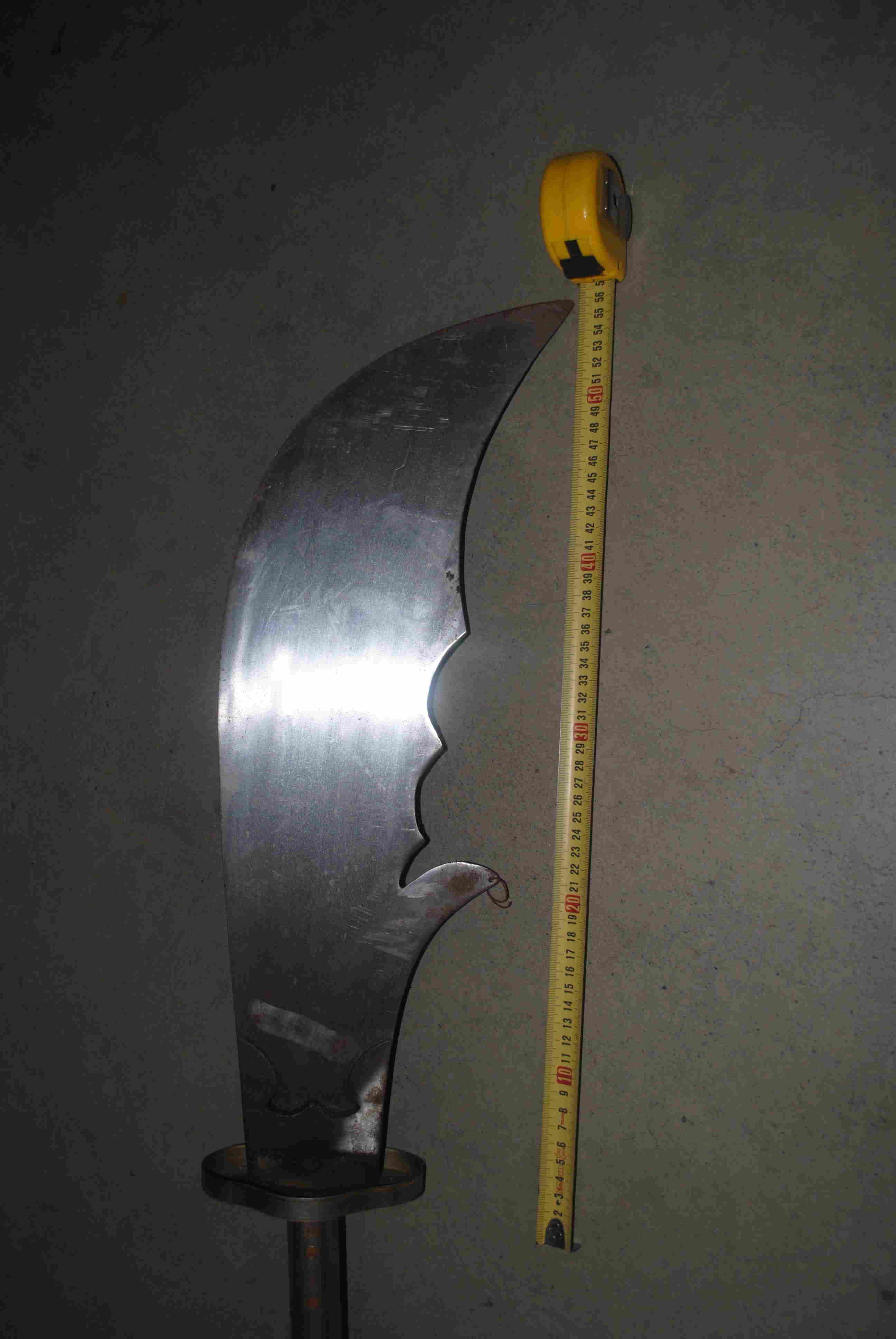
Lama 刀身 di una moderna Dadao.

### Esplicative
1. ↑  Tra le tante prove dell'esistenza di questa arma nel curriculum del tempio nel 2007 all'interno della serie sulle arti marziali ortodosse di Shǎolín (zhèngzōng Shǎolín wǔshù xìliè, 正宗少林武术系列)  è stato pubblicato il Video CD dal titolo grande lama delle primavere e degli autunni di Shǎolín (Shǎolín chūnqiū dàdāo 少林春秋大刀), dimostrato da Shì Yáncí 释延慈. Questa sequenza è stata codificata da Liú Zhènhǎi 刘振海. Sempre nel 2007 è stato pubblicato un libro della collana Zhōngguó mínjiān wǔshù jīngdiǎn cóngshū 中国民间武术经典丛书 dal titolo grande lama delle primavere e degli autunni di Shǎolín (Shǎolín chūnqiū dàdāo, 少林春秋大刀)  - Shaolin Spring Autumn Broadsword, in Cinese ed Inglese, scritto da Gāo Xiùmíng 高秀明 e tradotto da Zhào Yànxiá 赵艳霞, Casa Editrice Hǎiyàn chūbǎnshè 海燕出版社, ISBN：978-7-5350-3548-6
2. ↑  In base ai luoghi viene chiamata con nomi diversi: Chun qiu dadao, 春秋大刀; Guan dao 关刀; Qing long yan yue dao 青龙偃月刀; Yan yue dao 掩月刀 ecc. Anche se spesso ci sono alcune differenze nella forma che hanno portato alcuni studiosi ad ipotizzare due armi diverse, Chun qiu da dao e Qing long yan yue dao, fondamentalmente sono la stessa cosa -  Giacomo De Angelis, L'alabarda del meihuazhuang - Meihuazhuang chunqiu da dao - 梅花桩春秋大刀, su meihuaquan.it.

### Bibliografiche
1. ↑  All'interno della serie Chénshì tàijíquán 陈式太极拳 sono stati prodotti due DVD dal titolo Chénshì chūnqiū dàdāo 陈式春秋大刀 - Chen-style Falchion spiegata da Chén Xiǎowàng 陈小旺
2. ↑  Zhōngguó gǔdài lěng bīngqì dàquán 中国古代冷兵器大全
3. ↑  Miyazaki 1988.
4. ↑  陆华 Lù Huá, Qīngdài wǔkē kǎoshì 清代武科考试
5. ↑  Enciclopedia delle Arti Marziali Cinesi.
6. ↑  Draeger 1981, p. 208.
7. ↑   Oscar Ratti e Adele Westbrook, Secrets of the Samurai: The Martial Arts of Feudal Japan, Castle Books, 1999,  p. 201, ISBN 0-7858-1073-0.

### Fonti
- Ceng Gongliang, Dīng Dù, Yáng Wéidé, Wujing Zongyao 武經總要, XI secolo.
- Luo Guanzhong, Il romanzo dei tre regni, XIV secolo.
- Mao Yuanyi ,Wubei Zhi 武备志.
- Shi Nai'an,Shuihu Zhuan.
- Tao Hongjing, Gujin Daojianlu 古今刀剑录, VI secolo.
- Huangchao Liqi Tushi 皇朝礼器图式.

### Studi
- (EN) David E. Draeger, Comprehensive Asian Fighting Arts, Kodansha International, 1981, ISBN 978-0870114366.
- (EN) Gāo Xiùmíng 高秀明  , tradotto da Zhào Yànxiá 赵艳霞, grande lama delle primavere e degli autunni di Shǎolín (Shǎolín chūnqiū dàdāo, 少林春秋大刀 - Shaolin Spring Autumn Broadsword), in Cinese ed Inglese, Casa Editrice Hǎiyàn chūbǎnshè 海燕出版社, ISBN 978-7-5350-3548-6.
- Miyazaki Ichisada, L'inferno degli esami, Torino, Bollati Boringhieri, 1988, ISBN 978-8-8339-0452-8.
- (EN) Wong Kiew Kit, The art of shaolin kung fu: the secrets of kung fu for self-defense health and enlightenment Tuttle martial arts, Tuttle Publishing, 2002, ISBN 978-0-8048-3439-1.
- (EN) Yang Jwing-Ming, Ancient Chinese weapons: a martial artist's guide, YMAA Publication Center Inc., 1999, ISBN 978-1-886969-67-4.
- (ZH) 中国武术百科全书S, Zhōngguó wǔshù bǎikē quánshūP, lett. "Enciclopedia delle Arti Marziali Cinesi", Pechino, 中国大百科全书S, Zhōngguó dà bǎikē quánshūP, 1998, ISBN 7-5000-6087-4.